# Veleslavínova (Praha)
Veleslavínova ulice na Starém Městě v Praze spojuje ulice Křižovnická a Valentinská. Nazvána je podle českého historika a překladatele Daniele Adama z Veleslavína (1546–1599), který získal šlechtický přídomek „Z Veleslavína“ v roce 1578 za nakladatelskou a spisovatelskou činnost.

## Historie a názvy
Ve středověku byl prostor ulice součástí náměstí u kostela svatého Valentina postaveného ze zaniklého šlechtického dvorce. Proto místní název byl „Ve dvorci“, „Ryneček u svatého Valentina“, „Dolejší ryneček“, „V osadě svatého Valentina“ nebo „Malý ryneček“. Název „Veleslavínova“ se používal od začátku 20. století, první písemný záznam z roku 1903 obsahuje Ruthova Královská kronika.

## Budovy, firmy a instituce

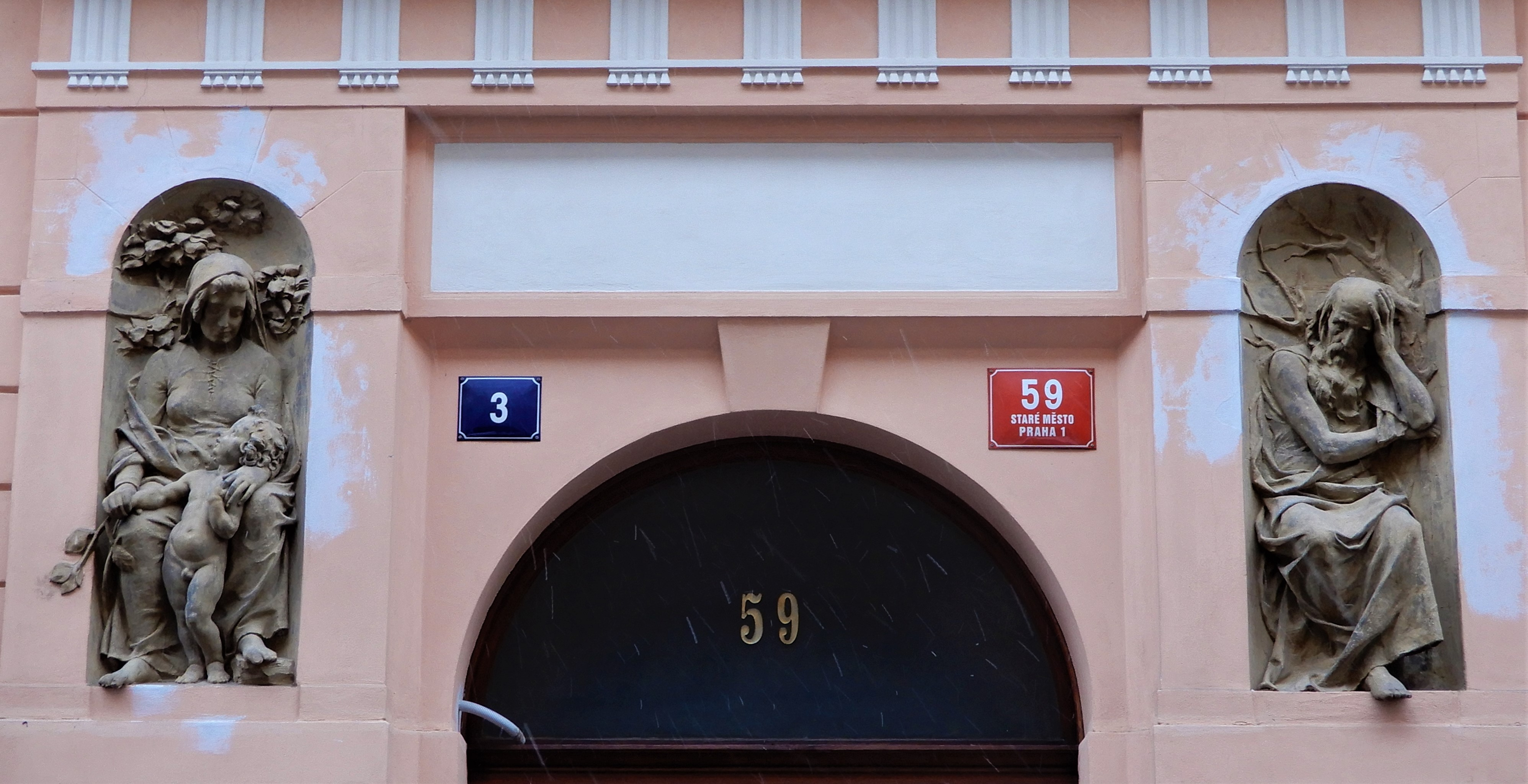
Sochy filozofa a ženy s dítětem v průčelí domu čp. 59/I

- Nárožní secesní dům Veleslavínova 2 (Křižovnická 8), čp. 97/I, navrhl architekt Jan Šimáček (1897) pro svého bratra, výtvarníka Zdeňka Šimáčka[2]
- Secesní činžovní dům Veleslavínova 3, čp. 59/I, architekt Emanuel Dvořák, postaveno v letech 1903–1904, někdejší sídlo Pražských uměleckých dílen architektů Gočára, Chochola a Janáka.[3] V přízemí nyní umístěna restaurace The Pub[4]
- Eklektický nárožní dům s věžičkou, Veleslavínova 5, čp. 58/I / Valentinská 7, v přízemí a v suterénu starožitnictví Alma[5]
- kadeřnictví Salon Framesi – Veleslavínova 6[6]
- restaurace U knihovny – Veleslavínova 10[7]
- pizzeria Donna – Veleslavínova 10[8]
- Hotel Four Seasons Praha – Veleslavínova 2a[9]